# Sparneck
Sparneck je město (Markt) v německé spolkové zemi Bavorsko, v zemském okresu Hof. Žije zde přibližně 1 600 obyvatel.

## Geografie
Obcí protéká řeka Sála.
Sousední obce: Weißdorf, Kirchenlamitz, Weißenstadter Forst-Nord, Zell a Münchberg.

### Místní části
Obec je oficiálně rozdělena na 12 částí:
| - Brandenstumpf - Einöden - Germersreuth - Grohenbühl - Immerseiben - Immershof | - Reinersreuth - Rohrmühle - Saalmühle - Sparneck - Stockenroth - Ziegelhütte |

## Historie
První písemná zmínka o obci je z roku 1223. V 18. století připadl Prusku a poté Francii. V roce 1810 byl přičleněn k Bavorsku. Současná obec vznikla v roce 1818.

## Památky
- zámek Sparneck
- evangelický kostel sv. Víta, pozůstatek karmelitánského kláštera

## Doprava
Přes město vedla lokální železniční trať Münchberg-Zell. Doprava po ní skončila v 70. letech 20. století.

## Osobnosti obce
- Karl Slevogt (1876–1951), konstruktér